# カイオ・ジュニオール
カイオ・ジュニオール（ポルトガル語: Caio Júnior）ことルイス・カルロス・サローリ（ポルトガル語: Luiz Carlos Saroli、1965年3月8日 - 2016年11月28日）は、ブラジル・パラナ州出身のサッカー選手、サッカー指導者。

## 来歴
1985年にグレミオでプロ選手としてデビューし、この年のリオグランデ・ド・スル州選手権で12ゴールを挙げ州リーグ得点王に輝く。ポルトガルやブラジル南部の地方クラブを渡り歩き、1999年まで約15年選手としてプレー。
引退後の2000年からは指導者の道に入る。戦術を重視した理論的な指導法を志向し、現役時代同様に南部の小クラブを率いながら評価を高めていった。2006年に就任したパラナ・クルーベにおいて、ブラジル全国選手権5位という成績を挙げて一気に名を上げ、以降パルメイラス、フラメンゴといったビッグクラブの監督を歴任。パルメイラスを率いた2007年にはブラジル全国選手権最優秀監督賞銅賞（3位）となった。
2009年より、3年契約でJ1・ヴィッセル神戸の監督に就任。初の国外での監督挑戦となった。対戦相手に応じて様々な布陣を使い分け、登録選手33人のうち29人をリーグ・ナビスコカップのいずれかで先発・ベンチに抜擢。コンディションが悪いと見れば金南一や我那覇和樹といった主力も躊躇なくメンバー外とするなど、柔軟な采配を行った。一方で、あまりにも頻繁にやり方を変えるために中々チームがまとまらず、また多くの選手を起用しながら、ブラジル人選手は例外で、負傷明けのコンディション不良時や結果を残せないときでも頑なに起用し続けたこともあり、チームを上位に導くには至らなかった。
苦戦しつつも、クラブは契約どおり長期的なチーム強化を託すつもりであったが、シーズン中盤の6月に突如辞任した。当初のプレスリリースでは「一身上の都合」と説明されていたものの、直後にカタールのアル・ガラファ監督に就任。高額オファーによる引き抜きであったことが判明した。後のインタビューではオイルマネーで神戸を去ったわけではなく自らの人生をかけた決断だったと答えた。さらに後任監督の三浦俊也の守備的なサッカーを暗に批判した。
2011年にアル・ガラファを退団した後は、ブラジルおよびUAEのクラブチームの監督を転々とする。2016年にはブラジル・シャペコエンセの監督に就任。1部リーグ復帰3年目のチームをコパ・スダメリカーナ2016の決勝に導くなどチームの快進撃を支えた。しかし、同年11月28日、チームはラミア航空2933便墜落事故に遭遇、カイオも多くのチームメイトとともに命を落とした。享年51。当時チームは、コパ・スダメリカーナ2016の決勝に参加するためコロンビアのメデジンに向かう途中であった。事故の前日に受けたインタビューで「私が明日死ぬことがあっても、私は人生で望むことはすべて叶えたので、幸せに死ぬことが出来るだろう」と話していたという。

## 所属クラブ
ユース経歴
- 1980年  グレミオFBPA
- 1984年  カスカヴェルCR（ポルトガル語版）

プロ経歴
- 1985年 - 1987年  グレミオFBPA
- 1987年 - 1992年  ヴィトーリアSC
- 1992年 - 1994年  CFエストレラ・アマドーラ
- 1994年  SCインテルナシオナル
- 1995年  CFベレネンセス
- 1996年  ECノヴォ・アンブルゴ
- 1997年  パラナ・クルーベ
- 1998年  ECキンゼ・デ・ノヴェンブロ (ピラシカーバ)
- 1998年  パウリスタFC
- 1998年  イラチSC
- 1999年  リオ・ブランコEC

## 指導歴

### 監督歴等
- 2000年 - 2001年  コリチーバFC GM
- 2001年   クルゼイロEC コーチ
- 2002年  パラナ・クルーベ ユース (U-20)
- 2002年  パラナ・クルーベ
- 2004年  シアノルテFC
- 2004年  ロンドリーナEC
- 2004年  ECジュベントゥージ
- 2005年  シアノルテFC
- 2005年  SEガマ
- 2006年  パラナ・クルーベ
- 2007年  SEパルメイラス
- 2008年  ゴイアスEC
- 2008年  CRフラメンゴ
- 2009年  ヴィッセル神戸
- 2009年 - 2011年  アル・ガラファ
- 2011年  ボタフォゴFR
- 2012年  グレミオFBPA
- 2012年  アル・ジャジーラ・クラブ
- 2012年  ECバイーア
- 2013年  ECヴィトーリア
- 2014年  クリシューマEC
- 2014年 - 2016年  アル・シャバーブ・アル・アラビークラブ
- 2016年1月 - 11月  アソシアソン・シャペコエンセ・ジ・フチボウ

※特筆なき限り、役職は監督

### 成績
| 年度   | 所属   | クラブ | リーグ戦 | リーグ戦 | リーグ戦 | リーグ戦 | リーグ戦 | リーグ戦 | カップ戦       | カップ戦 |
| 年度   | 所属   | クラブ | 順位     | 試合     | 勝点     | 勝       | 分       | 敗       | ナビスコ杯     | 天皇杯   |
| ------ | ------ | ------ | -------- | -------- | -------- | -------- | -------- | -------- | -------------- | -------- |
| 2009   | J1     | 神戸   | 14位[1]  | 15       | 17       | 5        | 2        | 8        | 予選リーグ敗退 | -        |
| J1通算 | J1通算 | J1通算 | -        | 15       | -        | 5        | 2        | 8        |                |          |

[1]2009年は途中辞任。順位・成績は辞任時のもの。

## タイトル

### クラブ
グレミオFBPA
- リオグランデ・ド・スル州選手権 : 1985, 1986, 1987

ヴィトーリアSC
- ポルトガル・スーパーカップ : 1988

CFエストレラ・アマドーラ
- ポルトガル2部リーグ : 1993

SCインテルナシオナル
- リオグランデ・ド・スル州選手権 : 1994

パラナ・クルーベ
- パラナ州選手権 : 1997

### 個人
- リオグランデ・ド・スル州選手権得点王 : 1985
- ブラジル全国選手権最優秀監督銅賞 : 2007